# ولیکا پپینا
ولیکا پپینا (به لاتین: Velika Popina) یک زیستگاه انسانی در کرواسی است.